# Marocko
Marocko (arabiska: المغرب, al-Maghrib; Tamazight: ⴻⵍⵎⴻⵖⵔⵉⴱ (El-Meɣrib)), formellt Konungariket Marocko (ٱلْمَمْلَكَة ٱلمَغْرِبِيَّة, al-Mamlaka al-Maghribiyya), är ett land i västra Nordafrika. 
Det är ett av Afrikas nordligaste länder. Landet gränsar till Algeriet, Västsahara, Spanien (exklaverna Ceuta, Melilla och övriga Plazas de soberanía) samt Atlanten och Medelhavet. Sedan den 27 februari 1976, då Marocko ockuperade Västsahara, gränsar Marocko även de facto till Mauretanien.
Marocko har en konstitutionell monarki där kungen har stor makt: Kungen utser ministrar, statsminister samt medlemmar i den högsta domstolen.

## Historia
Sedan förhistorisk tid har olika berbiska folk levt i det som är dagens Marocko. Romarna ockuperade området fram till 429, då kallades det för Mauretania Tingitana. När vandalerna attackerade Nordafrika 429 förlorade romarna kontrollen. I samband med detta kom Marocko att bli så gott som självständigt eftersom vandalerna styrde från Kartago (i dagens Tunisien), relativt långt bort från Marocko. Den marockanska staten och kungamakten är från 700-talet, även om kungaätter och gränser har varierat kraftigt sedan dess. En muslimsk kungamakt uppstod i Marocko redan för drygt tusen år sedan och axlade manteln som "amir al-muminin", eller de troendes befälhavare, en titel som annars främst använts av Muhammed och de muslimska kaliferna. Landet införlivades aldrig med det Osmanska imperiet, men koloniserades däremot i början av 1900-talet gradvis av de europeiska kolonialmakterna Frankrike och Spanien. Landet förde en lång kamp för att bli självständigt från Frankrike och blev det 1956 varvid även Spanien gradvis släppte sina områden. Den internationella staden Tanger återlämnades till Marocko samma år.
Sedan dess har landet styrts av tre kungar: Muhammed V (till 1961), Hassan II (1961-1999) och Muhammed VI (från 1999). Den kung som främst format landet är Hassan II som styrde i nästan fyra decennier efter självständigheten. Utrikespolitiskt upprätthöll han goda relationer med Frankrike och USA men kom i konflikt med Algeriet och Mauretanien, vars territorium (liksom Västsahara) han ansåg ingick i Stormarocko. Ett kort krig utkämpades 1963 med Algeriet men ledde inte till de gränsjusteringar som kungen önskat. Inrikespolitiskt styrde Hassan II med hård hand och hålls ansvarig för många människorättskränkningar bland annat i samband med Västsaharakonflikten (se nedan), men också mot marockanska oppositionella, mest känd är sannolikt Mehdi Ben Barka som kidnappades och antas ha mördats i Paris på 1960-talet. Flera statskuppsförsök gjordes mot kungen i början på 1970-talet och kom mycket nära att döda honom. År 1975 lugnade läget ner sig när en nationalistisk kampanj drogs igång för att annektera grannterritoriet Västsahara, vilket tillät kungen att framställa sig som folkledare och sätta armén i arbete.
Ockupationen av Västsahara blev emellertid en svår börda för landets bräckliga ekonomi och från och med tidigt 1980-tal hade situationen återigen förvärrats, med omfattande strejker, protester och demonstrationer som slogs ner av polis. Vid samma tid växte slumområden runt marockanska städer upp, som ett resultat av de ekonomiska problemen, och en islamistisk rörelse började växa sig stark där. Från slutet av 1990-talet mildrades hans styre något och ekonomiska reformer samt satsningar på turism ledde till förbättrade statsfinanser även om fattigdomen fortfarande är utbredd. Efter Muhammed VI:s trontillträde har regimen i Marocko liberaliserats ytterligare. Fortfarande är landet dock i praktiken helt kontrollerat av kungen vilken bland annat tillsätter premiärministrar och regeringar och kan upplösa parlamentet. Det är strängt förbjudet att kritisera eller ifrågasätta kungen eller hans beslut. Den oberoende pressen har blivit relativt frispråkig sedan 1990-talets slut men under 2005 och 2006 stängdes flera tidningar av regeringen för kritik mot kungen eller i Västsaharafrågan och åtskilliga journalister har fängslats. TV-medierna förblir i kungahusets händer.
De goda relationerna med USA och Frankrike har fortsatt under Muhammed VI, och det var även Muhammed som officiellt avslutade slaveriet i Marocko 1999 då han tog över efter sin far och stängde det kungliga haremet. Under 2000-talet har islamistiska terrorattentat drabbat flera av Marockos städer, bland annat Casablanca, efter vilka landet har samarbetat tätt med USA i "kriget mot terrorismen", även om inhemska människorättsgrupper menar att det alltför ofta skett genom tortyr. Marocko utsågs år 2004 till en "major non Nato ally" av USA, den högsta status en militärt allierad nation kan få näst Nato-medlemskap.
Fredag den 7 september 2007 hölls det andra parlamentsvalet under kung Mohammed VI:s tid som monark. Valdeltagandet var det lägsta i landets historia, bara 37 % av de 15  miljoner röstberättigade marockanerna deltog i valet.
Kungen hade innan valet sänkt rösträttsåldern från 20 till 18 år och ökat antalet valkretsar från 91 till 95.
33 politiska partier och 13 oberoende kandidater tävlade om de 325 platserna i parlamentet. Enligt det preliminära resultatet blev det konservativa Självständighetspartiet (Istiqlal) det största partiet med 52 mandat. Islamistiska Rättvise- och utvecklingspartiet (PJD) fick 47 platser, det berber-konservativa Folkrörelsen (MP) och Oberoendes samling (RNI) fick 43 respektive 38 platser vardera medan Socialistpartiet (USFP), som dominerade den avgående regeringen, fick 36 mandat. Liberalkonservativa Konstitutionella förbundet (UC) fick 27 platser. MP, RNI och UC anses tillhöra de kungatrogna partierna, medan Istiqlal och USFP samt PJD är mer självständiga i sin linje till palatset.
I slutet av 2011 genomfördes ett nytt val efter att marockanska folket röstat för en ny konstitution där kungens makt begränsas. Nu är det regeringens chef, Abdel ilah Benkirane, som styr och det är parlamentet som stiftar lagar. Den nya konstitutionen omfattar en rad fri- och mänskliga rättigheter med bland annat yttrandefrihet, ungdomsrättigheter, kvinnorättigheter och rätten för demonstration, pluralism och respekt för mångfald och förbud av ett partisystem. Regeringen är ansvarig inför parlamentet. Marocko anses vara ett av de liberala och demokratiska länderna i arabvärlden[källa behövs].

### Västsaharakonflikten
Marocko har länge krävt att få annektera Västsahara, före detta Spanska Sahara. Detta område administrerades som en separat koloni av Spanien och koloniserades också långt tidigare än de delar av Marocko som Spanien kontrollerade under kolonialtiden (från år 1884), varför Spanien och FN vägrade erkänna det som en del av Marocko. Internationella domstolen i Haag fastslog också 1975 att även om det fanns vissa band mellan västsahariska invånare och Marocko (liksom med Mauretanien) så var de inte starka nog för att frånta dem deras självbestämmanderätt i enlighet med FN:s resolutioner om hur före detta kolonier ska behandlas. Enligt Madridavtalet, som slöts mellan Spanien, Marocko och Mauretanien, övertog dock Marocko 1976 den norra delen av Västsahara från den spanska kolonialmakten medan Mauretanien övertog den södra delen. Detta erkändes inte av Förenta nationerna, som sedan 1960-talet krävt en folkomröstning bland Västsaharas invånare om vad som ska ske med området. Strider utbröt med en inhemsk gerilla, Polisario, som sedan tidigare utkämpade ett uppror mot Spanien för ett självständigt Västsahara. År 1979 tvingades Mauretanien att ge upp sin del, vilken då övertogs av Marocko. Marocko har sedan dess de facto kontroll över cirka 2/3 av området, inklusive alla större städer, efter att ha byggt en lång minerad mur som delar området i två delar.[källa behövs]
Territoriets status är fortfarande oklar. Återstoden styrs av Polisario, som är baserat bland de tiotusentals västsahariska flyktingar som sedan 1970-talet lever i Algeriets Tindouf-provins. En vapenvila har varit i kraft sedan 1991. Den övervakas av Minurso, en FN-mission som de senaste sjutton åren har haft i uppdrag att arrangera en folkomröstning om självständighet eller integration med Marocko. Folkomröstningen sköts upp upprepade gånger under 1990-talet, efter marockanska invändningar, och sedan år 2000 vägrar Marocko återigen att ha med självständighet bland folkomröstningsalternativen. Nu föreslår man istället att Västsahara ska ges begränsad autonomi inom Marockos gränser, men att ingen omröstning om självständighet hålls. Polisario hävdar att detta beror på att Marocko vet att landet kommer att förlora en fri omröstning och kräver att FN ska agera, hittills utan resultat.[källa behövs]
Personer som demonstrerat mot Marockos ockupation av Västsahara har arresterats och fängslats. Tortyr har förekommit vid förhör. En murbyggnad som strider mot folkrätten, 220 mil lång, har Marocko satt upp genom Västsaharas öken för att skydda naturtillgångar och mineralfyndigheter från att nås av sahrawierna.

## Geografi

### Topografi
Marocko är efter yta inte lika stort som flera andra stater i Afrika, men landskapet är mycket varierat. Landet har en lång kustlinje mot Medelhavet och Atlanten i norr och väst, ett högland vid Atlanten som motsvarar den spanska Meseta Central, bergstrakter som Atlasbergen och Rifbergen samt den låglänta övergången till Sahara.
Kusten vid Medelhavet är ofta brant med klippor och kännetecknas av flera vikar och uddar. Vid floden Moulouyas mynning - nära gränsen till Algeriet - blir landskapet vid kusten låglänt. Vid Medelhavets västra ände finns en udde mot Europa som har formen av en skära.

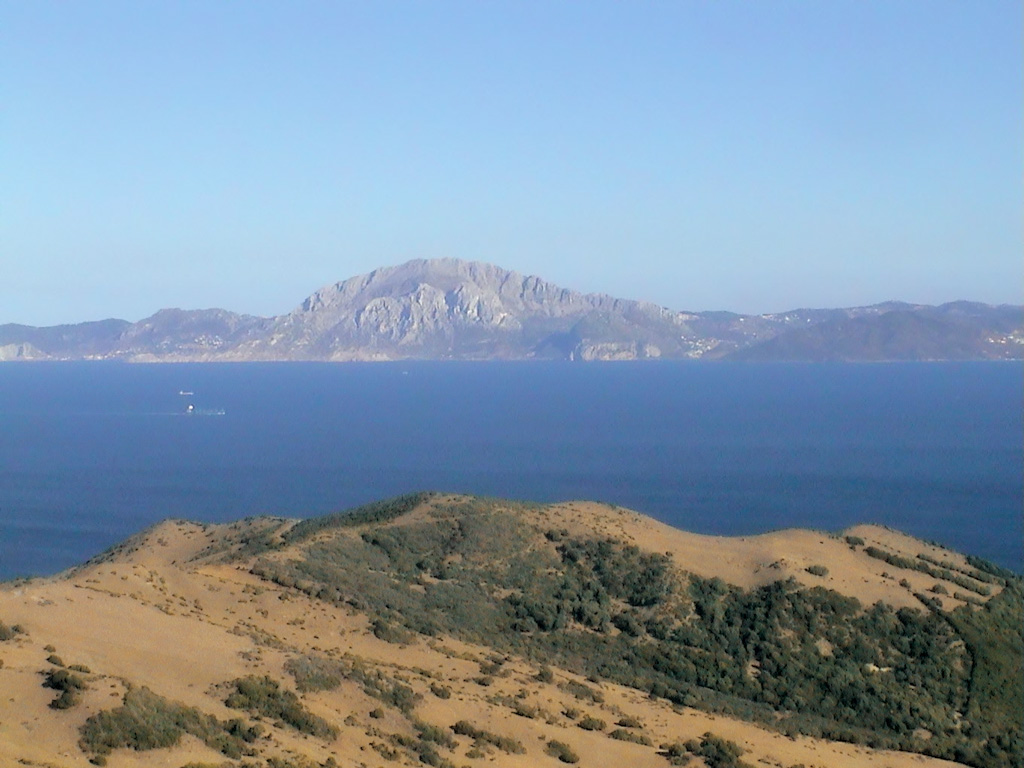
Vy från Spanien mot Marocko

Kusten vid Atlanten är ganska rak och låg. Vinden transporterar mycket sand och därför finns här nästan inga hamnar. Regionen kring floden Sebou är låg och sedan följer högplatån. Platån stiger upp till 450 meter över havet. Vegetationsformen är här vanligen stäpp. Över höglandet är några enstaka berg fördelade. I syd och öst omsluts platån av höga bergskedjor som Mellanatlas och Högatlas. Dessa bergstrakter reser sig sedan början av tertiär, då den afrikanska kontinentalplattan rör sig norrut och stöter ihop med den eurasiska kontinentalplattan. Jordbävningar, som till exempel den i Agadir 1960, visar att processen fortfarande är i gång. Atlasbergen bildar en naturlig och kulturell gräns mellan Medelhavszonen och Sahara. Högatlas sträcker sig i en svag båge över cirka 800 km från sydväst till nordöst. Med sina branta sluttningar och klippiga berg har den alpin karaktär. Här ligger Atlasbergens och norra Afrikas högsta toppar, däribland Marockos högsta berg Jbel Toubkal (4 165 meter).
I landets sydöstra hörn går Högatlas över i Saharaatlas. I centrala Marocko ligger lite norr om Högatlas den 300 km långa Mellanatlas. Vid bergskedjans östa ände som brant störtar ner till Moulouya-slätten finns flera 3 000 meter höga toppar, annars är Mellanatlas medelhög. Längs Medelhavets kustlinje sträcker sig från Gibraltar sund till låglandet kring Moulouya de upp till 2 456 meter höga Rifbergen. Dalgången mellan Rifbergen och Mellanatlas är en viktig genomfartsled och kallas därför "Taza-korridoren".
Öster om Moulouya stiger landskapet till en högplatå som främst ligger i Algeriet. Nära Marockos södra gräns ger den tidvis vattenförande floden Ziz upphov till en region med oaser som kallas Tafilet eller Tafilalt. En liknande yppig växtlighet finns längs den 100 till 150 km långa floden Draa som mynnar i sydvästra Marocko i Atlanten.

### Klimat
|                                       |           | Okt | Nov | Dec | Jan | Feb | Mar | Apr |
| ------------------------------------- | --------- | --- | --- | --- | --- | --- | --- | --- |
| Dag                                   | (°C)      | 26  | 24  | 21  | 20  | 21  | 23  | 23  |
| Natt                                  | (°C)      | 15  | 12  | 8   | 7   | 9   | 11  | 13  |
| Vatten                                | (°C)      | 19  | 17  | 17  | 16  | 15  | 16  | 17  |
| Soltimmar                             | (per dag) | 8   | 7   | 7   | 8   | 8   | 9   | 10  |
| Källa: Danmarks Meteorogiske Institut |           |     |     |     |     |     |     |     |

I Marocko råder ett medelhavsklimat, men i inlandet är det varmare och torrare. Bergen i norr är geologiskt instabila och jordbävningar förekommer. Temperaturen varierar kraftigt mellan dag och natt, även inomhus.[källa behövs]

### Naturskydd
Per år 2022 uppges de största miljöproblem i norra delen av Marocko vara markförstöring och ökenspridning. Överbetning, jordbruk i marginalområden och förstörelse av växtlighet har lett till markerosion. Industrin har dumpat avfall i havet, i inre vattenkällor och på land vilket lett till vatten- och markföroreningar. I landets södra delar var, samma år, de största miljöproblemen ökenspridning, överbetning, vattenbrist och brist på åkermark. Uppgifterna inkluderar inte Västsahara.
Enligt uppgifter från år 2011 hade Marocko 10 nationalparker, fem större jaktreservat och biologiska reservat.

## Styre och politik

### Författning och styre
Marocko är en konstitutionell monarki. Landet har ett folkvalt parlament, men det är kungen som har den yttersta makten, och kan styra via dekret. 
Officiellt är cannabisodling, tillverkning och smuggling av hasch allvarliga brott i Marocko men i praktiken förekommer en omfattande illegal odling av cannabis, mestadels i Rifbergen i norra Marocko. Den odlade arealen uppskattas till 80 000 hektar och utgör råvara för cirka 90% av det hasch som smugglas till Europa till ett värde som kan uppskattas till 15 miljarder i smugglarledet.

### Administrativ indelning
Marocko (inklusive Västsahara) är sedan 2015 indelat i 12 regioner. Dessa är:
- Béni Mellal-Khénifra
- Casablanca-Settat
- al-Dakhla-Wadi al-Dhahab
- Drâa-Tafilalet
- El-Aaiún-al-Saqiyya al-Hamra
- Fès-Meknès
- Guelmim-Oued Noun
- Marrakech-Safi
- Oriental
- Rabat-Salé-Kénitra
- Souss-Massa
- Tanger-Tétouan-Al Hoceïma

#### Västsahara
Regionen al-Dakhla-Wadi al-Dhahab, nästan hela regionen El-Aaiún-al-Saqiyya al-Hamra samt södra delen av regionen Guelmim-Oued Noun utgör Västsahara. I de delar av detta område som kontrolleras av Marocko (vissa ökenområden hålls av Front Polisario) tillämpas marockansk lag, och ur marockansk synpunkt är det en helt normal del av landet.[källa behövs] Däremot erkänner inte FN och huvuddelen av omvärlden någon del av Västsahara som tillhörigt Marocko, utan betraktar det som ett omtvistat territorium med självbestämmanderätt.

### Internationella relationer

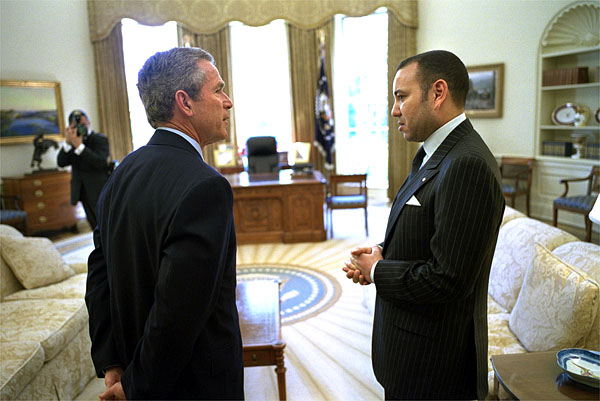
Muhammad VI av Marocko, här tillsammans med George W. Bush.

Algeriet och Marocko har under en längre tid haft en spänd relation. År 1994 stängdes gränsen mellan länderna och år 2021 avbröts de diplomatiska relationerna. Konflikten rör bland annat Västsahara.
Marocko är medlem i Förenta nationerna (sedan 12 november 1956), Afrikanska unionen, Arabförbundet samt Islamiska konferensorganisationen. Marocko var med och grundade Organisationen för afrikansk enhet, föregångaren till den afrikanska unionen, men lämnade den efter Västsahara erkänts som en självständig stat av de andra afrikanska länderna och erbjudits medlemskap.
Landet ingår i den Alliansfria rörelsen och har nära relationer med den Europeiska unionen och USA. Marocko erkände USA som självständigt land 1786 och USA är Marockos sjätte största handelspartner och de två arbetar tillsammans mot global terrorism.

### Försvar
Marocko har ett samarbete med Nato genom Mediterranean Dialogue, MD, sedan år 1995. Detta är ett forum för att skapa goda relationer i regionen och skapa en stabil säkerhetssituation. Förutom Natomedlemmarna deltar även Israel, Mauretanien, Egypten, Tunisien samt Jordanien och Algeriet i samtalen. Marocko har även den amerikanska statusen Major non-Nato ally, vilket bland annat ger Marocko möjlighet att köpa amerikanskt försvarsmateriel samt samarbeta med USA i säkerhetsrelaterade frågor.

## Ekonomi och infrastruktur
Mellan år 2000 och år 2020 steg Marockos BNP kraftigt. Från 38,86 miljarder dollar till 114,7 miljarder dollar. En ökning på nästan 300 procent. På samma tid ökade BNP per capita, fördelad på befolkningen, från 1390 dollar till 3020 dollar. Samtidigt har en snabb befolkningsökning, ökad skuldbörda och politisk oro lett till ekonomiska problem. Med stöd från Internationella valutafonden  började en privatiseringsprocess på 1980-talet. Men processen har gått långsamt. Enligt uppgifter från 2022 uppskattades 20 procent av landets BNP utgöras av den informella sektorn. Marocko är också världens största producent av cannabis.

### Näringsliv

#### Energi och råvaror
Per år 2020 hade hela befolkningen tillgång till elektricitet. År 2016 uppskattades 68 % av energin komma från fossila bränslen, resterande andel fördelades lika mellan vattenkraft och andra förnybara energikällor.
Marocko har naturtillgångar i form av fosfater, järnmalm, mangan, bly, zink, fisk och salt.

#### Tjänster och turism
Turismen är en viktig inkomst för Marocko, år 2012 stod turismen för 37 % av landets exportintäkter. År 2012 har man 9,4 miljoner besökare från utlandet. Den största andelen besökare kommer från Frankrike och Spanien.  Antalet svenska besökare är ungefär 15 000 per år. Främst är det sol och bad som lockar besökare, men också det varierande landskapet och ett rikt kulturarv. Vanliga turistorter är bland annat Agadir, Marrakech och de så kallade kungastäderna Rabat, Meknès, Fès och Marrakech.

### Infrastruktur

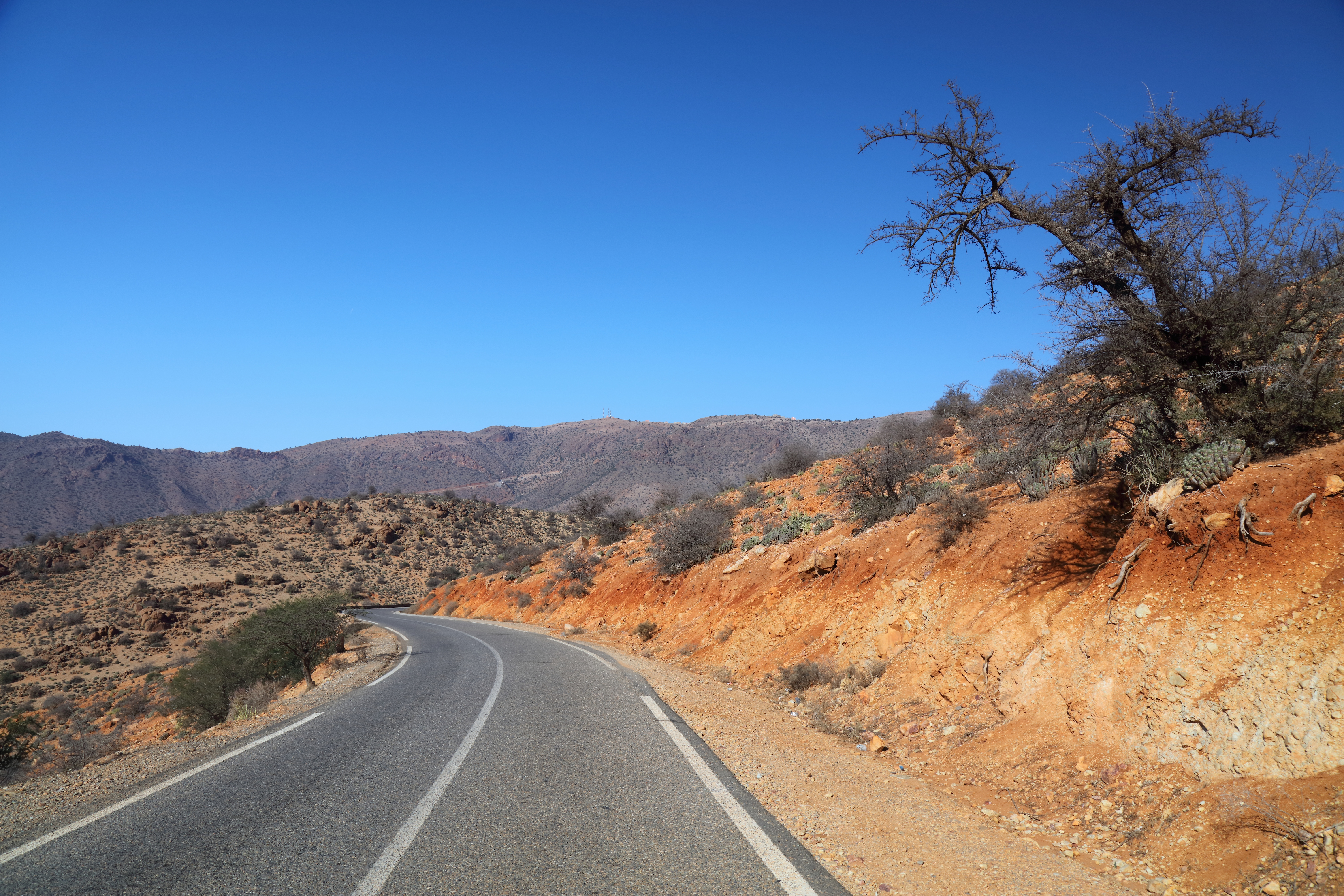
Väg R104 i provinsen Tiznit

#### Transporter
En utbyggnad av det marockanska motorvägsnätverket har också underlättat transport mellan olika landsdelar med motorvägar. Dessa sträcker sig från Tanger och går via bland annat Casablanca och till Agadir.
Det marockanska järnvägsnätet är tämligen svagt uppbyggt, och finns framförallt i landets norra delar. Järnväg och passagerartrafik med nyupprustade vagnar finns mellan Marrakech och Casablanca, Tanger och Rabat. I söder finns så kallat fosfatspår, järnväg som används för industriell transport av fosfat som finns i rikliga mängder av i södra Marocko.

#### Utbildning och forskning

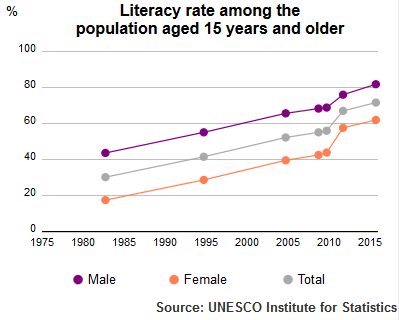
Unesco läskunnighet i Marocko för befolkning över 15 års ålder 1980 till 2015

Den sexåriga grundskolan är obligatorisk från sju års ålder men alla börjar inte skolan. Många avbryter också sin skolgång, detta gäller särskilt flickorna på landsbygden. Undervisningen sker på arabiska de två första åren, därefter på arabiska och franska med engelska som första främmande språk.[källa behövs] Aga förekommer i skolan och 80 procent av männen uppgav i en studie gjord av UN Women 2017 att de blivit slagna av sina lärare.
Andelen av befolkningen i åldrarna 15 till 24 år som var läs- och skrivkunniga, enligt uppgifter från 2013, var 88,8 procent för män och 74 procent för kvinnor. Cirka en tredjedel av eleverna fortsatte till gymnasiet enligt Unicef. Två år senare uppgick analfabetism hos invånarna äldre än 15 år till 31,5 procent. Bland männen var andelen 21,4 procent och bland kvinnorna var den 41,2 procent.

#### Sjukvård, andra viktiga samhällstjänster
Hälso- och sjukvården har försämrats under 2010-talet. Vården är sämre på landsbygden än i urbana delar, men är generellt otillräcklig. Vården, som tidigare var gratis, är inte längre kostnadsfri. Även de statliga sjukhusen tar betalt.
De trygghetsförsäkringar som finns betalas av arbetare eller arbetsgivare och omfattar en väldigt liten andel av befolkningen. Det finns dock temporära program för arbetslösa i form av mat- och sysselsättningsprogram.

## Befolkning

### Språk
De officiella språken i Marocko är arabiska och berberspråket tamazight. I landet talas också ett antal andra berberspråk. Franska är inte ett officiellt språk men används ofta inom företag, regering och diplomati.
Omkring 60 procent av befolkningen i Marocko talar arabisk maghribdialekt, en dialekt som är indelad i både hadari- och badawivarianter. Till de talade berberspråken hör, förutom tamazight som nämnts ovan, även rif (tarifit) och shilh (tachelhit). Dessa talas främst på landsbygden.

### Religion
Den religiösa tillhörigheten i landet är fördelad på 98,7 procent muslimer, 1,1 procent kristna och 0,2 procent judar.
Eftersom islam är den dominerande religionen iakttas allmänt fastemånaden Ramadan. Tidpunkten när detta inträffar förskjuts något år från år efter den islamiska tideräkningen, eftersom den utgår ifrån månåret.[källa behövs]

### Sociala förhållanden
Trots lagförbud förekommer barnarbete av tusentals barn i Marocko, främst hushållsarbetande flickor, vissa så unga som åtta år. De drabbas ofta av fysiskt och verbalt våld och isolering och arbetar långa arbetsdagar sju dagar i veckan. De är dåligt betalda och nästan ingen går i skolan. Hushållsarbetare, inklusive barn, är undantagna från Marockos arbetsmarknadsreglering, och som ett resultat åtnjuter de inte rättigheter som andra arbetstagare, bland annat en minimilön och gränser för deras arbetstid. Emellertid är det enligt marockansk familjerätt (från 2004) och konstitutionen (2012) olagligt att ha yngre hushållsarbetare.
Efter terroristattacken i Casablanca i maj 2003 har människorättsgrupper anklagat Marocko för att misshandla och tortera fångar. Flera rapporter har också förekommit med påståenden om hemliga CIA-interneringsläger i landet där brott mot mänskliga rättigheter ska ha begåtts.
I en studie gjord av UN Women år 2017 uppgav 50 procent av marockanska män att de sexuellt trakasserat en kvinna och 60 procent av marockanska kvinnor hade blivit utsatta för trakasserier.

#### Mänskliga rättigheter
Det här avsnittet är helt eller delvis baserat på material från  engelskspråkiga Wikipedia, Human rights in Morocco, 21 januari 2014.
Detta avsnitt behandlar enbart situationen i Marocko och inte i det omtvistade Västsahara. Situationen för mänskliga rättigheter är blandad. Å ena sidan har Marocko gjort avsevärda förbättringar sedan åren under kung Hassan II (1961–1999), då staten framför allt till och med tidigt 1990-tal dödade dissidenter och demokratiaktivister. Å andra sidan finns fortfarande klagomål om maktmissbruk av hans mer progressive son, kung Mohammed VI, och från polisen. Marocko beskrevs 2009, vid sidan om Tunisien, som det land i arabvärlden som fängslar flest journalister.

### Hälsa
21,7 procent av den vuxna befolkningen är överviktig (2014).

## Kultur

### Massmedier
Tryckfrihet och yttrandefrihet är garanterade i lagen men är i praktiken begränsade. Medier som yttrar sig kritiskt om till exempel Marockos roll i Västsahara riskerar att bli tvingade att upphöra att existera.[källa behövs]

### Konstarter

### Traditioner

#### Matkultur
Det marockanska köket är sedan länge ansett som ett av världens mest mångfacetterade. Många folkslag har under årens lopp lämnat bidrag till Marockos matkultur, och hämtar influenser från berber, araber, morer, judar, Mellanöstern, medelhavsländerna och Afrika. De kungliga kockarna i Fez, Meknes, Marrakech, Rabat och Tetouan har under århundradenas lopp raffinerat det marockanska köket och gett det dess särprägel. Lök, oliver, torkade och inlagda citroner, granatäpplen, dadlar, fikon, russin och nötter, persilja, koriander och mynta är typiska ingredienser som smaksätter rätter ofta baserade på grönsaker, kyckling eller lamm. En nationalrätt i Marocko är Couscous. Bland drycker kan nämnas grönt te som innehåller mynta.[källa behövs]

## Internationella rankningar
| Organisation                                | Undersökning                   | Bedömning                                  | Rankning   |
| ------------------------------------------- | ------------------------------ | ------------------------------------------ | ---------- |
| Heritage Foundation/The Wall Street Journal | Ekonomisk frihet-index 2019    | 62,9 (Moderately Unfree)                   | 75 av 180  |
| Reportrar utan gränser                      | World Press Freedom Index 2019 | 43,98 (0 är bäst)                          | 135 av 180 |
| Transparency International                  | Korruptionsindex 2018          | 43 (0 är väldigt korrupt-100 väldigt rent) | 73 av 180  |
| FN:s utvecklingsprogram                     | Human Development Index 2018   | 0,676 - Medium human development           | 121 av 189 |